# Тауї каньйоновий

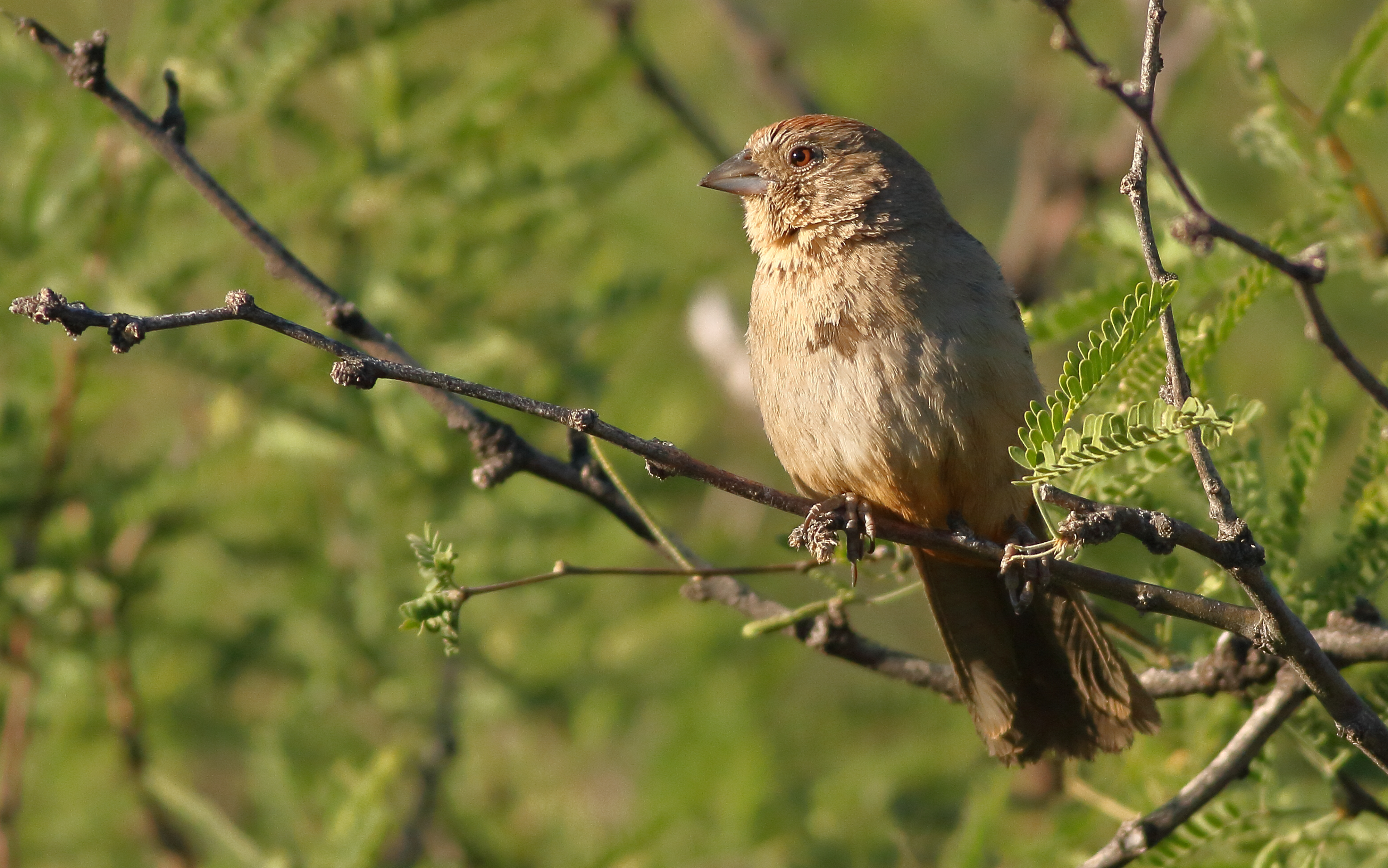
Каньйоновий тауї

Тау́ї каньйоновий (Melozone fusca) — вид горобцеподібних птахів родини Passerellidae. Мешкає в США і Мексиці. Виділяють низку підвидів.

## Опис
Довжина птаха становить 19-25 см, з яких від 8,2 до 11 см припадає на довгий хвіст. Птах важить від 36,5 до 67 г. Довжина крила становить від 8,2 до 10,1 см, довжина дзьобв — від 1,4 до 1,7 см, довжина цівки — від 2,3 до 2,7 см.
Верхня частина тіла сірувато-коричнева, крила і хвіст дещо темніші. Нижня частина тіла сірувата, гузка рудувата. Голова темно-сіро-коричнева, тім'я рудувате (у пвідвидів, що мешкають в Центральній Мексиці забарвлення тімені подібне до забарвлення спини). Молоді птахи коричневі, нижня частина тіла у них світла, поцяткована темними смужками. На крилах у них рудуваті смужки.

## Підвиди
Виділяють десять підвидів:
- M. f. mesoleuca (Baird, SF, 1854) — південний захід США і північ Мексики;
- M. f. intermedia (Nelson, 1899) — північно-західна Мексика;
- M. f. jamesi (Townsend, CH, 1923) — острів Тібурон;
- M. f. mesata (Oberholser, 1937) — захід Центральних США;
- M. f. texana (Van Rossem, 1934) — захід і центр Техасу, північний схід Мексики;
- M. f. perpallida (Van Rossem, 1934) — захід Центральної Мексики;
- M. f. fusca (Swainson, 1827) — центр і південь Центральної Мексики;
- M. f. potosina (Ridgway, 1899) — центр і північ Центральної Мексики;
- M. f. campoi (Moore, RT, 1949) — схід Мексики;
- M. f. toroi (Moore, RT, 1942) — південь Центральної Мексики і Південна Мексика.

## Поширення і екологія
Каньйонові тауї поширені від Аризони, південного Колорадо, Нью-Мексико і західного Техасу до північного заходу мексиканського штату Оахака. Вони живуть в напівпосушливих і посушливих районах, в чагарникових заростях і чапаралях. Уникають прибережних районів. Зустрічаються на висоті до 3100 м над рівнем моря.

## Поведінка
Каньйонові тауї живляться переважно комахами, яких ловлять на землі і серед чагарників. В кладці 3 блакитнуватих яйця, поцяткованих сірими плямками.